# Clockwork Revolution
Clockwork Revolution é o próximo RPG de ação desenvolvido pela InXile Entertainment e publicado pela Xbox Game Studios. O jogo está programado para ser lançado para Microsoft Windows e Xbox Series X/S.

## Jogabilidade
Clockwork Revolution é um jogo de RPG de ação jogado em primeira pessoa. Possui combate que dobra o tempo, sistemas de RPG e criação de personagens.
Os jogadores usarão o Cronômetro, um aparelho que viaja no tempo.  Isto permite aos jogadores viajar no tempo, escolher como influenciar o passado e depois regressar ao presente para experimentar os efeitos das suas decisões.  Além disso, as cenas de jogo no teaser apresentam tiro em primeira pessoa com uma variedade de mosquetes e outras armas mais sofisticadas, mas funcionalmente semelhantes. O cronômetro permitirá que os jogadores viajem ao passado e façam escolhas que podem mudar o mundo inteiro. As armas em Clockwork Revolution são uma mistura de tecnologia steampunk e armas de fogo do final do século 19, incluindo revólveres, repetidores de ação de alavanca e Gatling guns modificadas.

## Trama
Steampunk na era vitoriana e metrópole Avalon serve como cenário principal para a revolução mecânica. na cidade, fabricantes abastados substituem os membros perdidos por elaboradas próteses mecânicas, e escravos mecânicos atendem a todas as necessidades de seus senhores. mas as fontes desses avanços tecnológicos são sinistras: Lady Ironwood usa a viagem no tempo para alterar eventos no passado de Avalon, a fim de manter a hierarquia social que beneficia ela e seus colegas residentes de classe alta. O jogo também explora temas políticos, sugerindo a presença de diferentes facções e ideologias com as quais os jogadores podem se alinhar.

## Desenvolvimento
Clockwork Revolution é o primeiro jogo AAA da InXile Entertainment no Xbox Game Studios. É também o seu maior jogo em termos de escopo e orçamento. O jogo foi anunciado pela primeira vez no Xbox Games Showcase em 12 de junho de 2023. É um RPG de ação liderado por Chad Moore como diretor do jogo e Jason Anderson como designer principal. O jogo está programado para ser lançado para Microsoft Windows e Xbox Series X/S, também será lançado no Xbox Game Pass no primeiro dia.